# Coupe du monde de saut d'obstacles 2008-2009
Navigation
Édition précédente Édition suivante
La coupe du monde de saut d'obstacles 2008-2009 est la 31e édition de la coupe du monde de saut d'obstacles organisée par la FEI. La finale est remportée par l'allemande Meredith Michaels-Beerbaum.

## Ligue Arabe
| Ville      | Pays                | Début            | Fin              | Catégorie | Vainqueur                                                    |
| ---------- | ------------------- | ---------------- | ---------------- | --------- | ------------------------------------------------------------ |
| Tripoli    | Libye               | 17 octobre 2008  | 20 octobre 2008  | CSI-W     | annulé                                                       |
| Alexandrie | Égypte              | 6 novembre 2008  | 9 novembre 2008  | CSI*-W    | annulé                                                       |
| Alexandrie | Égypte              | 13 novembre 2008 | 16 novembre 2008 | CSI*-W    | annulé                                                       |
| Doha       | Qatar               | 11 décembre 2008 | 14 décembre 2008 | CSI***-W  | HRH Prince Abdullah Bin Metab Al-Saud sur Obelix             |
| Doha       | Qatar               | 18 décembre 2008 | 21 décembre 2008 | CSI****-W | Abdullah Mohd Al-Marri sur Vallee d’Alezan van den Blauwaert |
| Dubaï      | Émirats arabes unis | 8 janvier 2009   | 10 janvier 2009  | CSI***-W  | Ramzy Hamad Al-Duhami sur Riverstone                         |
| Charjah    | Émirats arabes unis | 22 janvier 2009  | 24 janvier 2009  | CSI**-W   | HRH Prince Abdullah Bin Metab Al-Saud sur Obelix             |
| Abou Dabi  | Émirats arabes unis | 15 janvier 2009  | 17 janvier 2009  | CSI**-W   | Khaled Abdulaziz Al-Eid sur Ayriyadh                         |

## Ligue Caucasienne
| Ville    | Pays        | Début           | Fin             | Catégorie | Vainqueur |
| -------- | ----------- | --------------- | --------------- | --------- | --------- |
| Tbilissi | Géorgie     | 9 octobre 2008  | 12 octobre 2008 | CSI**-W   | annulé    |
| Bakou    | Azerbaïdjan | 18 octobre 2008 | 21 octobre 2008 | CSIO*-W   | annulé    |
| Bakou    | Azerbaïdjan | 25 octobre 2008 | 2 novembre 2008 | CSI**-W   | annulé    |

## Ligue d'Asie Centrale
| Ville    | Pays         | Début            | Fin            | Catégorie | Vainqueur                             |
| -------- | ------------ | ---------------- | -------------- | --------- | ------------------------------------- |
| Bichkek  | Kirghizistan | 22 mai 2008      | 25 mai 2008    | CSIO**-W  | Yegor Morotskiy sur Graf-Grannus N.P. |
| Tashkent | Ouzbékistan  | 12 juin 2008     | 15 juin 2008   | CSIO**-W  | Gairat Nazarov sur Sanaslan           |
| Astana   | Kazakhstan   | 1er juillet 2008 | 5 juillet 2008 | CSIO**-W  | Umid Kamilov sur Rio-Sakramento       |

## Ligue d'Europe Centrale

### Sous-Ligue du Nord
| Ville         | Pays     | Début             | Fin               | Catégorie  | Vainqueur                         |
| ------------- | -------- | ----------------- | ----------------- | ---------- | --------------------------------- |
| Chernyakhovsk | Russie   | 23 mai 2008       | 25 mai 2008       | CSI***-W   | Tiit Kivisild sur Cinnamon        |
| Bucarest      | Roumanie | 30 mai 2008       | 1er juin 2008     | CSIO****-W | Martin Schäufler sur Levis 23     |
| Vilnius       | Lituanie | 30 mai 2008       | 1er juin 2008     | CSI**-W    | Vladimir Beletskiy sur Larkanaro  |
| Piatra Neamţ  | Roumanie | 6 juin 2008       | 8 juin 2008       | CSI***-W   | Zoltán Czékus sur Karina          |
| Tallinn       | Estonie  | 10 juillet 2008   | 13 juillet 2008   | CSIO****-W | Emanuele Gaudiano sur Uppercut DS |
| Riga          | Lettonie | 18 juillet 2008   | 20 juillet 2008   | CSI**-W    | Arseny Shpakonskiy sur Campino 51 |
| Prague        | Tchéquie | 11 septembre 2008 | 14 septembre 2008 | CSIO****-W | Emanuele Gaudiano sur Uppercut DS |
| Moscou        | Russie   | 19 septembre 2008 | 21 septembre 2008 | CSI***-W   | Artur Bagdasaryan sur Konkord     |
| Tallinn       | Estonie  | 3 octobre 2008    | 5 octobre 2008    | CSI**-W    | Hanno Ellermann sur Poncorde      |
| Leszno        | Pologne  | 13 novembre 2008  | 16 novembre 2008  | CSI***-W   | Andreas Schou sur Chicago         |
| Poznań        | Pologne  | 13 février 2009   | 15 février 2009   | CSI**-W    | Rein Pill sur A Big Boy           |
| Brno          | Tchéquie | 22 février 2009   | 24 février 2009   | CSI**-W    | Peter Geerink sur Scotch          |

### Sous-Ligue du Sud
| Ville         | Pays      | Début             | Fin               | Catégorie  | Vainqueur                               |
| ------------- | --------- | ----------------- | ----------------- | ---------- | --------------------------------------- |
| Kiskunhalas   | Hongrie   | 1er mai 2008      | 4 mai 2008        | CSIO****-W | Jamie Wingrave sur Agropoint Calira     |
| Athènes       | Grèce     | 30 mai 2008       | 1er juin 2008     | CSI***-W   | Elina Dendrinou sur W.K. Liberty 0000   |
| Sofia         | Bulgarie  | 13 juin 2008      | 15 juin 2008      | CSIO****-W | Angel Niagolov sur Rue Blanche du Gibet |
| Albena        | Bulgarie  | 20 juin 2008      | 22 juin 2008      | CSI***-W   | Samantha McIntosh sur Equitta           |
| Istanbul      | Turquie   | 27 juin 2008      | 29 juin 2008      | CSIO****-W | György Körmendy sur Siljona B           |
| Bratislava    | Slovaquie | 24 juillet 2008   | 27 juillet 2008   | CSIO****-W | Piia Pantsu sur Chauvinist              |
| Lipica        | Slovénie  | 29 août 2008      | 31 août 2008      | CSI**-W    | Davide Kainich sur Merveille de Muze    |
| Ugar, Ribnica | Slovénie  | 19 septembre 2008 | 21 septembre 2008 | CSI***-W   | Kevin Staut sur Le Prestige St Lois     |
| Zagreb        | Croatie   | 25 septembre 2008 | 28 septembre 2008 | CSIO****-W | Manfred Müller sur Cheenook’s Boy CH    |
| Athènes       | Grèce     | 2 octobre 2008    | 5 octobre 2008    | CSIO****-W | Emanuele Gaudiano sur Uppercut DS       |
| Budapest      | Hongrie   | 5 décembre 2008   | 7 décembre 2008   | CSI***-W   | Willi Melliger sur Lea C                |

### Finale
| Ville    | Pays    | Début        | Fin          | Catégorie | Vainqueur                 |
| -------- | ------- | ------------ | ------------ | --------- | ------------------------- |
| Varsovie | Pologne | 20 mars 2009 | 22 mars 2009 | CSI-W     | Msciwoj Kiecon sur Urbane |

## Ligue Japonaise
| Ville      | Pays  | Date             | Catégorie | Vainqueur                              |
| ---------- | ----- | ---------------- | --------- | -------------------------------------- |
| Osaka      | Japon | 5 avril 2008     | CSI*-W    | Satoshi Hirao sur Udaryllis            |
| Tochigi    | Japon | 25 mai 2008      | CSI*-W    | Tadahiro Hayashi sur Beleno            |
| Osaka      | Japon | 22 juin 2008     | CSI*-W    | Daisuke Fukushima sur Royal Selections |
| Minamisōma | Japon | 6 juillet 2008   | CSI*-W    | Tadayoshi Hayashi sur Telexio          |
| Gotenba    | Japon | 7 septembre 2008 | CSI*-W    | Ryuma Hirota sur Zero                  |
| Gotenba    | Japon | 18 octobre 2008  | CSI*-W    | Takamichi Mashiyama sur Top Gear I     |
| Osaka      | Japon | 25 octobre 2008  | CSI*-W    | Daisuke Kawaguchi sur Snowyriver II    |

## Ligue Mexicaine
| Ville                  | Pays    | Début            | Fin              | Catégorie | Vainqueur                           |
| ---------------------- | ------- | ---------------- | ---------------- | --------- | ----------------------------------- |
| Monterrey              | Mexique | 14 octobre 2008  | 26 octobre 2008  | CSI****-W | Alberto Michan Halbinger sur Lavita |
| Balvanera, Corregidora | Mexique | 23 novembre 2008 | 23 novembre 2008 | CSI-W     | Francis Tress Roig sur Lady in Blue |
| Balvanera, Corregidora | Mexique | 6 mars 2009      | 6 mars 2009      | CSI*-W    | Antonio Maurer sur As Hyo Hugo      |

## Ligue d'Amérique du Nord

### Ligue du Canada
| Ville      | Pays   | Début             | Fin               | Catégorie | Vainqueur                                |
| ---------- | ------ | ----------------- | ----------------- | --------- | ---------------------------------------- |
| Langley    | Canada | 28 mai 2008       | 31 mai 2008       | CSI**-W   | Kyle King sur Capone I                   |
| Blainville | Canada | 9 juin 2008       | 13 juin 2008      | CSI**-W   | Alison Robitaille sur Intrépide du Valon |
| Bromont    | Canada | 16 juin 2008      | 20 juin 2008      | CSI***-W  | Todd Minikus sur Pavarotti               |
| Palgrave   | Canada | 30 juin 2008      | 3 août 2008       | CSI***-W  | Eric Lamaze sur Tempete van het Lindehof |
| Palgrave   | Canada | 19 septembre 2008 | 21 septembre 2008 | CSI***-W  | Ian Millar sur In Style                  |
| Toronto    | Canada | 7 novembre 2008   | 15 novembre 2008  | CSI****-W | Eric Lamaze sur Hickstead                |

### Ligue des États-Unis (Côte Est)
| Ville                       | Pays       | Début             | Fin               | Catégorie | Vainqueur                     |
| --------------------------- | ---------- | ----------------- | ----------------- | --------- | ----------------------------- |
| Bridgehampton, New York     | États-Unis | 24 août 2008      | 31 août 2008      | CSI****-W | Hillary Dobbs sur Corlett     |
| Chagrin Falls, Ohio         | États-Unis | 17 septembre 2008 | 21 septembre 2008 | CSI***-W  | Norman Dello Joio sur Malcolm |
| Lexington, Kentucky         | États-Unis | 26 septembre 2008 | 27 septembre 2008 | CSI**-W   | Kent Farrington sur Up Chiqui |
| Harrisburg, Pennsylvanie    | États-Unis | 16 octobre 2008   | 18 octobre 2008   | CSI**-W   | Kent Farrington sur Up Chiqui |
| Washington, D.C.            | États-Unis | 21 octobre 2008   | 26 octobre 2008   | CSI***-W  | McLain Ward sur Sapphire      |
| Syracuse, New York          | États-Unis | 29 octobre 2008   | 2 novembre 2008   | CSI****-W | Christine McCrea sur Vegas    |
| Wellington, Floride         | États-Unis | 4 décembre 2008   | 7 décembre 2008   | CSI***-W  | Kent Farrington sur Up Chiqui |
| Green Cove Springs, Floride | États-Unis | 14 janvier 2009   | 17 janvier 2009   | CSI***-W  | Rodrigo Pessoa sur Let’s Fly  |
| Wellington, Floride         | États-Unis | 4 février 2009    | 8 février 2009    | CSI***-W  | Rodrigo Pessoa sur Rufus      |
| Wellington, Floride         | États-Unis | 4 mars 2009       | 8 mars 2009       | CSI****-W | McLain Ward sur Sapphire      |
| Tampa, Floride              | États-Unis | 18 mars 2009      | 22 mars 2009      | CSI**-W   | Kent Farrington sur Up Chiqui |

### Ligue des États-Unis (Côte Ouest)
| Ville                           | Pays       | Début             | Fin               | Catégorie | Vainqueur                                 |
| ------------------------------- | ---------- | ----------------- | ----------------- | --------- | ----------------------------------------- |
| Del Mar, Californie             | États-Unis | 27 août 2008      | 31 août 2008      | CSI**-W   | Ali Nilforushan sur Warco van de Halhoeve |
| San Juan Capistrano, Californie | États-Unis | 10 septembre 2008 | 14 septembre 2008 | CSI**-W   | Karl Cook sur Carlos                      |
| Burbank, Californie             | États-Unis | 17 septembre 2008 | 21 septembre 2008 | CSI**-W   | Macella O'Neill sur Rockstar              |
| Las Vegas, Nevada               | États-Unis | 29 octobre 2008   | 2 novembre 2008   | CSI**-W   | Ali Nilforushan sur Warco van de Halhoeve |
| Rancho Murieta, Californie      | États-Unis | 6 novembre 2008   | 9 novembre 2008   | CSI***-W  | Harley Brown sur Cassiato                 |
| Burbank, Californie             | États-Unis | 12 novembre 2008  | 16 novembre 2008  | CSI**-W   | Will Simpson sur Archie Bunker            |
| Thermal, Californie             | États-Unis | 27 janvier 2009   | 1er février 2009  | CSI**-W   | Mandy Porter sur San Diego                |
| Thermal, Californie             | États-Unis | 3 février 2009    | 8 février 2009    | CSI**-W   | Will Simpson sur Archie Bunker            |
| Thermal, Californie             | États-Unis | 17 février 2009   | 22 février 2009   | CSI**-W   | Ashlee Bond sur Cadett 7                  |
| Thermal, Californie             | États-Unis | 3 mars 2009       | 8 mars 2009       | CSI**-W   | Ashlee Bond sur Cadett 7                  |
| San Juan Capistrano, Californie | États-Unis | 25 mars 2009      | 29 mars 2009      | CSI**-W   | Mandy Porter sur San Diego                |

## Ligue du Pacifique

### Ligue d'Australie
| Ville      | Pays      | Début             | Fin               | Catégorie | Vainqueur                              |
| ---------- | --------- | ----------------- | ----------------- | --------- | -------------------------------------- |
| Sydney     | Australie | 27 mars 2008      | 27 mars 2008      | CSI*-W    | Adam Mellers sur Animate               |
| Toowoomba  | Australie | 3 août 2008       | 3 août 2008       | CSI*-W    | Clem Smith sur Benaloo Dark Ages       |
| Brisbane   | Australie | 12 août 2008      | 12 août 2008      | CSI*-W    | Robert Goodwin sur Sandon              |
| Caboolture | Australie | 17 août 2008      | 17 août 2008      | CSI*-W    | Amy Graham sur Transatlantic           |
| Gawler     | Australie | 31 août 2008      | 31 août 2008      | CSI*-W    | Julia Hargreaves sur Hmen Pierville    |
| Adelaide   | Australie | 11 septembre 2008 | 11 septembre 2008 | CSI*-W    | Clem Smith sur Dark Ages               |
| Glenelg    | Australie | 14 septembre 2008 | 14 septembre 2008 | CSI*-W    | Amy Graham sur Transatlantic           |
| Melbourne  | Australie | 21 septembre 2008 | 21 septembre 2008 | CSI*-W    | Wendy Schaeffer sur Koyuna Sun Set     |
| Perth      | Australie | 29 septembre 2008 | 29 septembre 2008 | CSI*-W    | David Dobson sur Pico Bello            |
| Brigadoon  | Australie | 18 octobre 2008   | 18 octobre 2008   | CSI*-W    | Linda Dobson sur Argyle Stables Indigo |
| Shepparton | Australie | 9 novembre 2008   | 9 novembre 2008   | CSI*-W    | Jamie Winning sur Vangelo des Hazalles |
| Wodonga    | Australie | 15 novembre 2008  | 15 novembre 2008  | CSI*-W    | Chris Chugg sur Vivant                 |
| Melbourne  | Australie | 20 novembre 2008  | 23 novembre 2008  | CSI*-W    | Laurie Lever sur Ashleigh Drossel Dan  |
| Sale       | Australie | 30 novembre 2008  | 30 novembre 2008  | CSI*-W    | Laurie Lever sur Ashleigh Drossel Dan  |
| Sydney     | Australie | 14 décembre 2008  | 14 décembre 2008  | CSI*-W    | Rebecca Allen sur Ted                  |

### Ligue de Nouvelle-Zélande
| Ville                         | Pays             | Début            | Fin              | Catégorie | Vainqueur                       |
| ----------------------------- | ---------------- | ---------------- | ---------------- | --------- | ------------------------------- |
| Hastings                      | Nouvelle-Zélande | 22 octobre 2008  | 24 octobre 2008  | CSI*-W    | Simon Wilson sur Right Royal    |
| Cambridge                     | Nouvelle-Zélande | 8 novembre 2008  | 9 novembre 2008  | CSI*-W    | Maurice Beatson sur My Gollywog |
| Tauranga                      | Nouvelle-Zélande | 5 décembre 2008  | 7 décembre 2008  | CSI*-W    | Ike Unsworth sur Seremonie VDL  |
| Taupo                         | Nouvelle-Zélande | 18 décembre 2008 | 21 décembre 2008 | CSI*-W    | Anna Trent sur Muskateer NZPH   |
| Dannevirke                    | Nouvelle-Zélande | 3 janvier 2009   | 4 janvier 2009   | CSI*-W    | Claire Wilson sur Answer Back   |
| Waitemata City                | Nouvelle-Zélande | 10 janvier 2009  | 11 janvier 2009  | CSI*-W    | Anna Trent sur Muskateer NZPH   |
| Gisborne                      | Nouvelle-Zélande | 14 janvier 2009  | 25 janvier 2009  | CSI*-W    | Simon Wilson sur Right Royal    |
| Gisborne (Finale de la ligue) | Nouvelle-Zélande | 14 janvier 2009  | 25 janvier 2009  | CSI*-W    | Bernard Denton sur Suzuki       |

## Ligue Sud-Africaine
| Ville            | Pays           | Début             | Fin               | Catégorie | Vainqueur                            |
| ---------------- | -------------- | ----------------- | ----------------- | --------- | ------------------------------------ |
| Pietermaritzburg | Afrique du Sud | 10 avril 2008     | 13 avril 2008     | CSI*-W    | Lexi Carter sur Pickpocket           |
| Midrand          | Afrique du Sud | 29 mai 2008       | 1er juin 2008     | CSI*-W    | Sean Henderson sur Fact and Fancy    |
| Port Elizabeth   | Afrique du Sud | 3 juillet 2008    | 6 juillet 2008    | CSI*-W    | Nicola Sime-Nel sur Sharp Colt       |
| Pretoria         | Afrique du Sud | 29 août 2008      | 31 août 2008      | CSI*-W    | Dominey Alexander sur Capital Shiraz |
| Parys            | Afrique du Sud | 11 septembre 2008 | 14 septembre 2008 | CSI*-W    | Sean Henderson sur Fact and Fancy    |
| Le Cap           | Afrique du Sud | 20 novembre 2008  | 23 novembre 2008  | CSI*-W    | Gareth Neill sur Something Special   |

## Ligue Sud-Américaine
| Ville                                | Pays      | Début            | Fin              | Catégorie  | Vainqueur                                                 |
| ------------------------------------ | --------- | ---------------- | ---------------- | ---------- | --------------------------------------------------------- |
| Porto Alegre                         | Brésil    | 8 mai 2008       | 11 mai 2008      | CSI***-W   | Andre Luiz Martins dos Santos sur Cardal Jmen             |
| Buenos Aires                         | Argentine | 15 mai 2008      | 18 mai 2008      | CSI*-W     | Carlos Milthaler sur Cupido Z                             |
| São Paulo                            | Brésil    | 28 août 2008     | 31 août 2008     | CSI**-W    | Francisco Mesquita Musa sur Werca van het Guet            |
| São Paulo                            | Brésil    | 3 septembre 2008 | 7 septembre 2008 | CSI**-W    | Simone Machado Macedo dos Santos sur Trivitano Miroflores |
| Haras El Capricho, Capilla del Señor | Argentine | 12 novembre 2008 | 16 novembre 2008 | CSIO****-W | Bernardo Naveillan sur Marioso du Terral                  |
| Haras El Capricho, Capilla del Señor | Argentine | 20 novembre 2008 | 23 novembre 2008 | CSI*-W     | Samuel Parot sur Adventue Van Der Werf                    |
| Rio de Janeiro (Finale de la ligue)  | Brésil    | 27 novembre 2008 | 30 novembre 2008 | CSI**-W    | Vitor Alves Teixeira sur Yuri Itapuã                      |

## Ligue d'Asie du Sud-Est
| Ville     | Pays     | Dates           | Catégorie | Vainqueur                                                |
| --------- | -------- | --------------- | --------- | -------------------------------------------------------- |
| Putrajaya | Malaisie | 15 juin 2008    | CSI*-W    | Helena Gabrielsson sur King Power Aladdin                |
| Putrajaya | Malaisie | 28 juin 2008    | CSI*-W    | Helena Gabrielsson sur Nixon de la Tourette              |
| Kuang     | Malaisie | 13 juillet 2008 | CSI*-W    | Qabil Ambak Mahamad Fathil sur Parvina                   |
| Kuang     | Malaisie | 27 juillet 2008 | CSI*-W    | Helena Gabrielsson sur King Power Aladdin                |
| Kuang     | Malaisie | 3 août 2008     | CSI*-W    | Qabil Ambak Mahamad Fathil sur Amadeus van de Boswinning |

## Ligue d'Europe de l'Ouest
| Ville       | Pays        | Début            | Fin              | Catégorie  | Vainqueur                                 |
| ----------- | ----------- | ---------------- | ---------------- | ---------- | ----------------------------------------- |
| Oslo        | Norvège     | 10 octobre 2008  | 12 octobre 2008  | CSI****-W  | Rutherford Latham sur Guarana Champeix    |
| Helsinki    | Finlande    | 16 octobre 2008  | 19 octobre 2008  | CSI****-W  | Gerco Schröder sur Milano                 |
| Vérone      | Italie      | 6 novembre 2008  | 9 novembre 2008  | CSI****-W  | Alois Pollmann-Schweckhorst sur Lord Luis |
| Stuttgart   | Allemagne   | 19 novembre 2008 | 23 novembre 2008 | CSI*****-W | Meredith Michaels-Beerbaum sur Shutterfly |
| Genève      | Suisse      | 11 décembre 2008 | 14 décembre 2008 | CSI*****-W | Eric Lamaze sur Hickstead                 |
| Londres     | Royaume-Uni | 18 décembre 2008 | 22 décembre 2008 | CSI*****-W | Edwina Alexander sur Itot du Château      |
| Malines     | Belgique    | 26 décembre 2008 | 30 décembre 2008 | CSI*****-W | Ludo Philippaerts sur Winningmood         |
| Leipzig     | Allemagne   | 15 janvier 2009  | 18 janvier 2009  | CSI*****-W | Jessica Kürten sur Libertina              |
| Zurich      | Suisse      | 20 janvier 2009  | 25 janvier 2009  | CSI*****-W | Jessica Kürten sur Libertina              |
| Bordeaux    | France      | 6 février 2009   | 8 février 2009   | CSI****-W  | Albert Zoer sur Okidoki                   |
| Vigo        | Espagne     | 12 février 2009  | 15 février 2009  | CSI****-W  | Marco Kutscher sur Cash                   |
| Göteborg    | Suède       | 19 février 2009  | 22 février 2009  | CSI*****-W | Svante Johansson sur Saint Amour          |
| Bois-le-Duc | Pays-Bas    | 19 mars 2009     | 22 mars 2009     | CSI****-W  | Daniel Etter sur Peu à Peu                |

## Finale de la Coupe du Monde
| Ville     | Pays       | Début         | Fin           | Catégorie   | Vainqueur                                 |
| --------- | ---------- | ------------- | ------------- | ----------- | ----------------------------------------- |
| Las Vegas | États-Unis | 15 avril 2009 | 19 avril 2009 | CSI-W Final | Meredith Michaels-Beerbaum sur Shutterfly |